# Jesper Thygesen
Jesper Thygesen (Aarhus, 20 settembre 1969) è un ex calciatore danese, di ruolo centrocampista.
È primatista di presenze con il Silkeborg (23) nelle competizioni UEFA per club.

## Palmarès

### Club

#### Competizioni nazionali
- 1. Division: 1

Ikast: 1992-1993
- Coppa di Danimarca: 2

Brondby: 1997-1998
Silkeborg: 2000-2001

#### Competizioni internazionali
- Coppa Intertoto UEFA: 1

Silkeborg: 1996